# 贝讷-诺鲁瓦
贝讷-诺鲁瓦（法語：Beine-Nauroy，法語發音：[bɛn noʁwa]）是法国马恩省的一个市镇，属于兰斯区。该市镇于1950年由原市镇贝讷（Beine）和诺鲁瓦（Nauroy）合并而成。

## 地理
贝讷-诺鲁瓦（49°15'0"N, 4°13'4"E）面积42.68 平方千米，位于法国大東部大區马恩省，该省份为法国东北部内陆省份，北起阿登省，西北接埃纳省，西南接塞纳-马恩省，南至奥布省，东南接上马恩省，东临默兹省。
与贝讷-诺鲁瓦接壤的市镇（或旧市镇、城区）包括：贝吕、埃普瓦、诺让拉贝斯、蓬法韦热-莫龙维利耶、普罗讷、普吕奈、塞勒、瓦勒德韦勒。

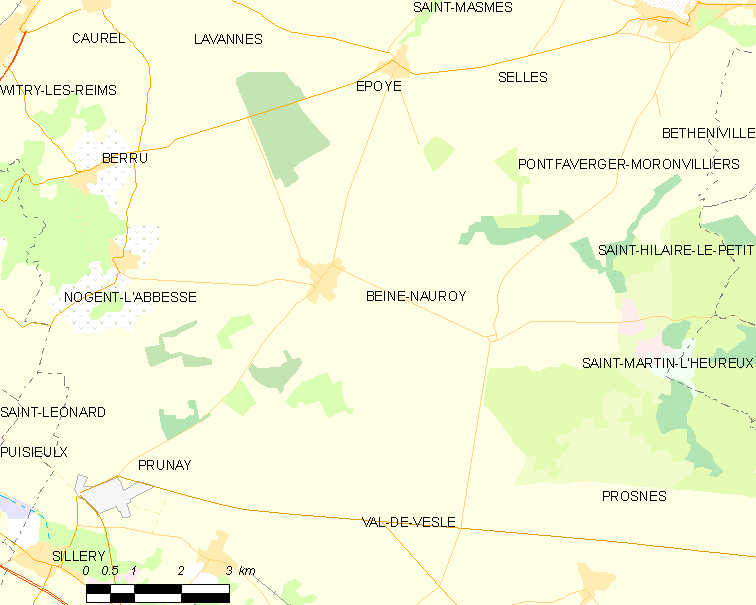
贝讷-诺鲁瓦的OSM定位图

贝讷-诺鲁瓦的时区为UTC+01:00、UTC+02:00（夏令时）。

## 行政
贝讷-诺鲁瓦的邮政编码为51490，INSEE市镇编码为51046。

## 政治
贝讷-诺鲁瓦所属的省级选区为勃艮第-弗雷讷县。

## 人口

1962-2008年间贝讷-诺鲁瓦人口变化图示

贝讷-诺鲁瓦于2022年1月1日时的人口数量为987人。